# Saison 1969-1970 de l'USM Alger
Maillots
Chronologie
Saison précédente Saison suivante
La saison 1969-1970 de l'USM Alger est la 2é saison  du club en  championnat d'Algérie.  de 1er Division , L'équipe est engagée en championnat (alors appelé National I), et en Coupe d'Algérie.

## L'effectif de la saison
| Poste¹ | Nat.² | Nom                  | Naissance         | Sélection³ | Championnat | Championnat | Coupe d'Algérie | Coupe d'Algérie | Coupe du Maghreb des coupe | Coupe du Maghreb des coupe | Total Saison | Total Saison |
| Poste¹ | Nat.² | Nom                  | Naissance         | Sélection³ | M           | But inscrit | M               | But inscrit     | M                          | But inscrit                | M            | But inscrit  |
| ------ | ----- | -------------------- | ----------------- | ---------- | ----------- | ----------- | --------------- | --------------- | -------------------------- | -------------------------- | ------------ | ------------ |
| G      | ALG   | Sid Ahmed Zebaïri    | 13 novembre 1948  | -          | 0           | 0           | 2               | 0               | 2                          | 0                          | 0            | 0            |
| G      | ALG   | Djamel El Okbi       | 15 octobre 1939   | A          | 0           | 0           | 0               | 0               | 0                          | 0                          | 0            | 0            |
| G      | ALG   | Mehdi Cerbah         | 3 janvier 1953    | -          | 0           | 0           | 0               | 0               | 0                          | 0                          | 0            | 0            |
| D      | ALG   | Mohamed Kamel Zmit   | 9 février 1949    | -          | 0           | 0           | 0               | 0               | 0                          | 0                          | 0            | 0            |
| D      | ALG   | Djaffar Azzoug       | 24 mars 1948      | -          | 0           | 0           | 0               | 0               | 0                          | 0                          | 0            | 0            |
| D      | ALG   | Abdelhamid Moudjeb   | 6 août 1943       | -          | 0           | 0           | 0               | 0               | 0                          | 0                          | 0            | 0            |
| D      | ALG   | Abdelhamid Berrahma  | 2 mai 1950        | -          | 0           | 0           | 2               | 0               | 2                          | 0                          | 0            | 0            |
| D      | ALG   | Mohamed Madani       | 2 mars 1939       | A          | 0           | 0           | 0               | 0               | 0                          | 0                          | 0            | 0            |
| D      | ALG   | Rachid Debbah        | 23 mars 1948      | A          | 0           | 0           | 2               | 0               | 2                          | 0                          | 0            | 0            |
| D      | ALG   | Abdelkader Saadi     | 24 février 1948   | -          | 0           | 0           | 2               | 0               | 2                          | 0                          | 0            | 0            |
| M      | ALG   | Lakhder Guittoun     | 17 décembre 1939  | -          | 0           | 0           | 2               | 0               | 2                          | 1                          | 0            | 0            |
| M      | ALG   | Saïd Allik           | 24 avril 1948     | -          | 0           | 0           | 1               | 0               | 1                          | 0                          | 0            | 0            |
| M      | ALG   | Boubekeur Belbekri   | 7 janvier 1942    | A          | 0           | 0           | 2               | 0               | 2                          | 0                          | 0            | 0            |
| M      | ALG   | Ahmed Zitoun         | 16 août 1936      | -          | 0           | 0           | 2               | 1               | 2                          | 0                          | 0            | 0            |
| M      | ALG   | Réda Abdouche        |                   | -          | 0           | 0           | 2               | 0               | 0                          | 0                          | 0            | 0            |
| M      | ALG   | Ahmed Lakhdar Attoui | 20 septembre 1948 | -          | 0           | 0           | 0               | 0               | 2                          | 1                          | 0            | 0            |
| M      | ALG   | Mouldi Aissaoui      | 26 juillet 1946   | A          | 0           | 0           | 2               | 0               | 2                          | 0                          | 0            | 0            |
| A      | ALG   | Kamel Tchalabi       | 24 avril 1947     | A          | 0           | 0           | 1               | 1               | 2                          | 0                          | 0            | 0            |
| A      | ALG   | Abderrahmane Meziani | 12 mai 1942       | A          | 0           | 0           | 2               | 0               | 2                          | 0                          | 0            | 0            |
| A      | ALG   | Hamid Bernaoui       | 3 décembre 1937   | -          | 0           | 0           | 2               | 0               | 0                          | 0                          | 0            | 0            |
| A      | ALG   | Belkacem Mokdadi     | 9 juillet 1942    | -          | 0           | 0           | 0               | 0               | 0                          | 0                          | 0            | 0            |

- 1 : G, Gardien de but ; D, Défenseur ; M, Milieu de terrain ; A, Attaquant
- 2 : Nationalité sportive, certains joueurs possédant une double-nationalité
- 3 : sélection la plus élevée obtenue

### Championnat d'Algérie
| Date             | J  | Adversaire     | Lieu | Résultat | Buteurs pour l'USMA           |
| 5 octobre 1969   | 1  | MC Oran        | Dom. | 3 - 2    | Tchalabi 26e 85e, Meziani 51e |
| 12 octobre 1969  | 2  | NA Hussein Dey | Ext. | 0 - 2    |                               |
| 19 octobre 1969  | 3  | USM Annaba     | Dom. | 3 - 3    |                               |
| 26 octobre 1969  | 4  | ES Sétif       | Ext. | 1 - 2    |                               |
| 9 novembre 1969  | 5  | JS Kabylie     | Dom. | 2 - 0    |                               |
| 16 novembre 1969 | 6  | MC Alger       | Ext. | 2 - 1    | Tchalabi 89e                  |
| 23 novembre 1969 | 7  | CCS Kouba      | Dom. | 1 - 1    |                               |
| 7 décembre 1969  | 8  | ES Guelma      | Ext. | 1 - 1    | Aissaoui 44e                  |
| 14 décembre 1969 | 9  | USM Bel-Abbès  | Dom. | 1 - 1    | Saadi 14e                     |
| 28 décembre 1969 | 10 | JS Djidjelli   | Ex.  | 2 - 0    | /                             |
| 4 janvier 1970   | 11 | CR Belcourt    | Dom. | 2 - 2    | Meziani 85e 90e               |
| 25 janvier 1970  | 12 | MC Oran        | Ext. | 1 - 0    | -                             |
| 1 février 1970   | 13 | NA Hussein Dey | Dom. | 4 - 2    |                               |
| 8 février 1970   | 14 | USM Annaba     | Ext. | 1 - 0    | /                             |
| 15 février 1970  | 15 | ES Sétif       | Dom. | 3 - 1    |                               |
| 1 mars 1970      | 16 | JS Kabylie     | Ext. | 1 - 1    |                               |
| 8 mars 1970      | 17 | MC Alger       | Dom. | 1 - 2    | Guittoun 27e                  |
| 15 mars 1970     | 18 | CSS Kouba      | Ext. | 3 - 2    |                               |
| 12 avril 1970    | 19 | ES Guelma      | Dom. | 1 - 2    |                               |
| 19 avril 1970    | 20 | USM Bel-Abbès  | Ext. | 0 - 0    | /                             |
| 3 mai 1970       | 21 | JS Djidjelli   | Dom. | 4 - 2    |                               |
| 10 mai 1970      | 22 | CR Belcourt    | Ext. | 2 - 0    |                               |

### Journées 12 à 22

#### Classement final
Le classement est établi sur le barème de points suivant : une victoire vaut 3 points, un match nul 2 points et une défaite 1 point.
| Rang | Équipe          | Pts | J  | G  | N | P  | Bp | Bc | Diff |
| ---- | --------------- | --- | -- | -- | - | -- | -- | -- | ---- |
| 1    | CR Belcourt T C | 56  | 22 | 13 | 8 | 1  | 40 | 17 | +23  |
| 2    | MC Alger        | 52  | 22 | 11 | 8 | 3  | 39 | 24 | +15  |
| 3    | CCS Kouba       | 44  | 22 | 9  | 4 | 9  | 39 | 32 | +7   |
| 4    | ES Guelma       | 44  | 22 | 7  | 8 | 7  | 32 | 42 | -10  |
| 5    | USM Alger P     | 43  | 22 | 7  | 7 | 8  | 34 | 32 | +2   |
| 6    | JS Kabylie P    | 43  | 22 | 7  | 7 | 8  | 28 | 30 | -2   |
| 7    | MC Oran         | 42  | 22 | 8  | 4 | 10 | 25 | 31 | -6   |
| 8    | NAA Hussein Dey | 41  | 22 | 6  | 7 | 9  | 23 | 26 | -3   |
| 9    | USM Bel-Abbès   | 41  | 22 | 7  | 5 | 10 | 20 | 23 | -3   |
| 10   | ES Sétif        | 41  | 22 | 7  | 5 | 10 | 25 | 34 | -9   |
| 11   | JS Djidjelli    | 41  | 22 | 8  | 3 | 11 | 26 | 35 | -9   |
| 12   | USM Annaba      | 40  | 22 | 7  | 4 | 11 | 27 | 31 | -4   |

Résultat
- Champion d'Algérie 1969-1970

Relégation
- Relégation en Nationale II

Abréviations
T : Tenant du titre

C : Vainqueur de la Coupe d'Algérie 1969-1970

P : Promus de Nationale II

### Coupe d'Algérie
| Date             | Heure | Tour                   | Adversaire    | Stade (ville)                     | Résultat | Buteurs pour l'USMA                     |
| 29 novembre 1969 | -     | 32e de finale          | exempt        | exempt                            | exempt   | exempt                                  |
| 18 janvier 1970  | -     | 16e de finale          | AS Aïn M'lila | Stade Oukil Ramdane (Tizi Ouzou)  | 4 - 0    |                                         |
| 22 février 1970  | -     | 8e de finale           | USM Annaba    | Stade Benabdelmalek (Constantine) | 4 - 0    | Meziani 34e 35e, Assaoui 49e Attoui 69e |
| 24 mai 1970      | -     | 1/4 de finale (aller)  | JS Kabylie    | Stade Omar-Hamadi (Alger)         | 2 - 2    |                                         |
| 30 mai 1970      | -     | 1/4 de finale (retour) | JS Kabylie    | Stade El Annasser (Alger)         | 1 - 3    |                                         |
| 7 juin 1970      | -     | Demi-finale Aller      | ES Mostaganem | Stade Omar-Hamadi (Alger)         | 1 - 0    | Meziani 115e                            |
| 14 juin 1970     | -     | Demi-finale Retour     | ES Mostaganem | Stade Ahmed-Zabana (Oran)         | 0 - 0    | -                                       |
| 20 juin 1970     | -     | Finale                 | CR Belcourt   | Stade El Annasser (Alger)         | 1 - 1    | Kamel Chalabi 54e                       |
| 26 juin 1970     | -     | Finale                 | CR Belcourt   | Stade Omar-Hamadi (Alger)         | 1 - 4    | Zitoune 39e                             |

### Coupe du Maghreb des vainqueurs de coupe
| Date             | Heure | Tour        | Adversaire        | Stade (ville)                          | Résultat | Buteurs pour l'USMA           | Arbitres              |
| ---------------- | ----- | ----------- | ----------------- | -------------------------------------- | -------- | ----------------------------- | --------------------- |
| 20 décembre 1969 | -     | Demi-finale | Al Hilal Benghazi | Stade d'honneur de Settat (Casablanca) | 2 - 1    | Lakhdar Guitoun 30e, Maji 34e | Moncef Ben Ali        |
| 21 décembre 1969 | -     | Finale      | RS Settat         | Stade d'honneur de Settat (Casablanca) | 0 - 1    | -                             | Abderrazak Bessaoudia |